# Німецький спортивний знак

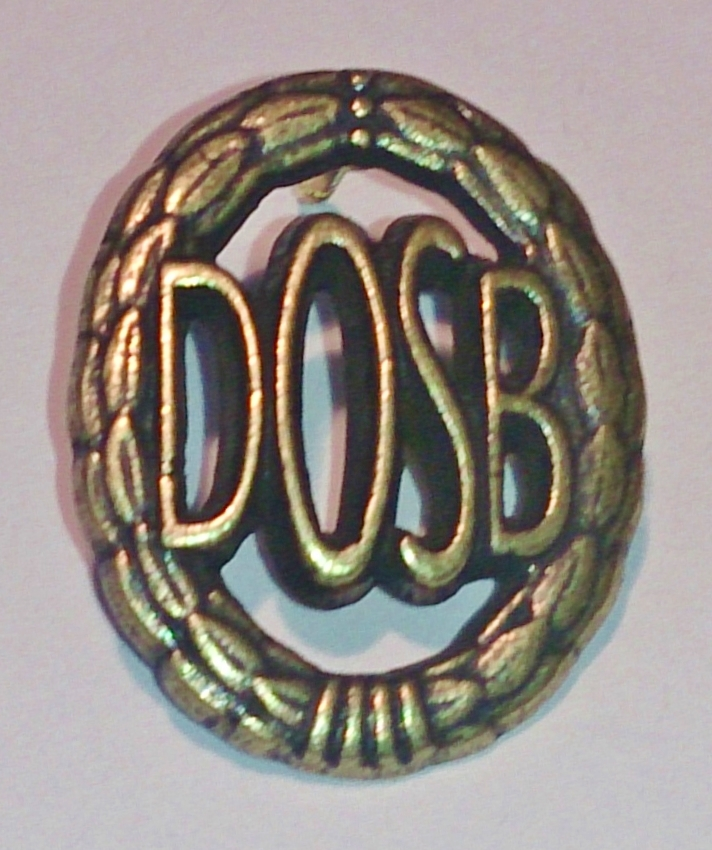
НІмецький спортивний знак у бронзі

Німецький спортивний знак (нім. Deutsches Sportabzeichen (DSA)) - німецька спортивна нагорода, яка вручається Німецькою олімпійською спортивною федерацією (DOSB). Випробування для отримання знаку проводяться в Німеччині та 39 інших країнах. В 1993 році DOSB відкрила міжнародний офіс Ausland, який нагороджує знаком не-німців за межами Німеччини, однак випробування проводяться лише уповноваженою Verein (спортивною організацією) під наглядом обраного Pruefer (судді).

## Рання історія
Німецький спортивний знак, також відомий як Німецький Імперський спортивний знак (нім. Deutsches Reichssportabzeichen (DRA)) або просто Імперський спортивний знак (нім. Reichssportabzeichen), був заснований у 1913 році і є однією із найстаріших нагород Німеччини, яка все активно вручається. У період з 1914 по 1933 рік Німецький спортивний знак вручався після проходження різних фізичних випробувань молодим чоловікам. Як військова нагорода, у міжвоєнні роки 1920-х років та до 1933 року Німецький спортивний знак став однією з небагатьох військових нагород, присуджених мирному Рейхсверу.

### У нацистській Німеччині

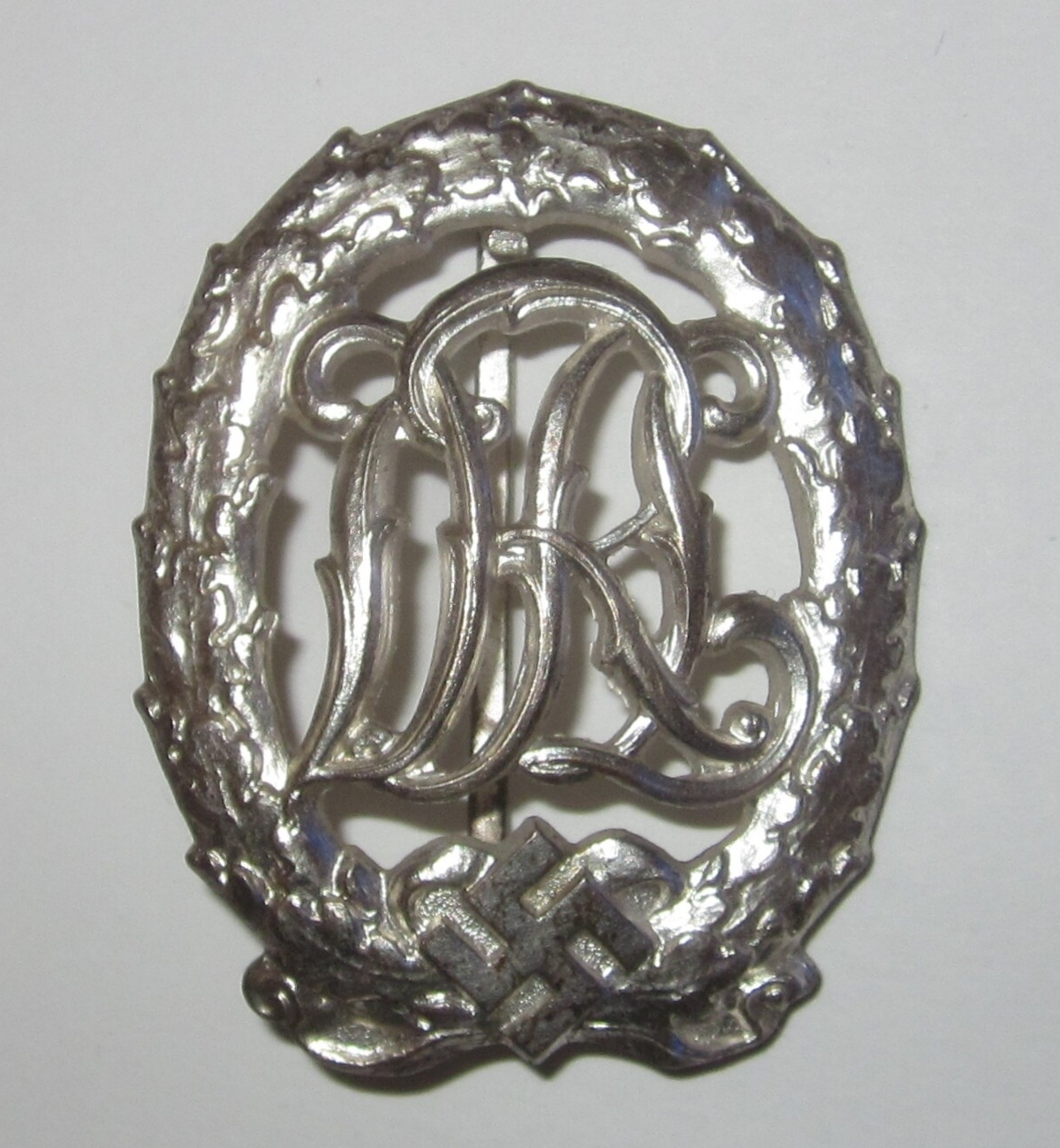
DRL у сріблі

У період з 1933 по 1939 рік Імперський спортивний значок був «затьмарений» майже ідентичною нагородою — Спортивним знаком СА. Тим не менш, Німецький спортивний знак як і раніше вважався важливим кваліфікаційним знаком. З 1937 рокі нагорода називалась Німецька імперська відзнака за фізичну підготовку (нім. Deutsche Reichsauszeichnung für Leibesübungen (DRL)).
Спорту та фітнесу виділяли велику увагу в щоденних навчальних програмах СС. СС вважали Німецький спортивний знак особливо важливим: знак був однією з дев'яти нагород, які були перелічені на перших сторінках особової справи СС з полями для дат нагородження. Положення Загальних СС вимагало від кандидата на отримання Німецького спортивного знака та Спортивного знака СА пройти випробування протягом шести місяців після вступу в СС.
Серед членів СС, нагороджених Імперським спортивним знаком, були Рейнхард Гейдріх, Йозеф Менгеле, Герман Фегелейн, Ганс Каммлер та Амон Гет.

## Умови нагородження (до 2013 року)
Для отримання Німецького спортивного знака, необхідно було пройти випробування з 5 груп вправ (вимоги залежали від віку та статі). Срібна та золота ступінь надавались в залежності від кількості щорічних повторень випробувань.
| № | Група        | Дисципліна |
| - | ------------ | --- |
| 1 | Плавання     | Плавання на 50 або 200 метрів. |
| 2 | Стрибки      | Стрибок у висоту або з місця. |
| 3 | Швидкість    | Біг на 50/75/100/400/1000 метрів, їзда на велосипеді на 300/500 метрів або біг на ковзанах на 300/500 метрів. |
| 4 | Фізична сила | Важка атлетика, плавання на човні на 100 метрів |
| 5 | Витривалість | Біг на 800/1000/2000/3000/5000 метрів; катання на квозанах на 5000/10000 метрів; ходьба на 10 кілометрів; скандинавська ходьба на 7.5 кілометрів; їзда на велосипеді на 20 кілометрів; плавання на човні або спуск на лижах на 600/1000 метрів. |